# 페르세스 (안드로메다와 페르세우스의 아들)
페르세스(Πέρσης, Perses)는 그리스 신화에 나오는 인물로 안드로메다와 페르세우스의 아들이다. 페르세우스라고도 한다.
아이티오피아에서 케페우스와 카시오페이아 내외에 의해 양육되고 외할아버지 케페우스 사후 그의 후계자로 에티오피아 왕이 되었다고 한다. 페르세스의 후손 중에는 페르시아의 파사르가다에 부족의 족장 아케메네스가 있었고, 그를 통해 페르시아 왕실의 선조가 된다.
페르세스는 그 발음이 페르시아(Persia)와 유사하다. 플라톤은 페르세스는 페르시아인들의 선조가 파사르가다에 부족의 아케메네스(Achaemenes)의 다른 이름이라는 견해를 제시하기도 했다. 헤로도토스는 페르시아라는 이름이 페르세스에서 유래했다고 했다. 또한 헤로도토스에 따르면, 아케메네스 제국의 왕 크세르크세스 1세가 그리스와 분쟁이 있을 때 아르고스에 사자를 파견해 자신은 페르세우스의 아이 페르세스의 자손이므로 페르세우스의 고향 아르고스 사람들과 동족이기 때문에 서로가 싸우지 않도록 자국에서 움직이지 않는 것을 요구했다고 한다.
일설에는 아케메네스가 그의 아들, 혹은 그와 동일인이라는 설도 있다. 플라톤은 대화편 제1권 알키비아데스(120e)에서 그가 페르시아의 군주 아케메네스와 동일인물로 보고, 아케메네스와 헤라클레스가 모두 페르세우스의 아들이라고 주장한 설을 기록하였다.

## 참고 문헌
- 아포로드로스 「그리스 신화」고우즈 하루시게 역, 이와나미 문고 (1953년)
- 헤로드트스 「역사(아래)」마츠다이라 치아키 역, 이와나미 문고(1972년)